# Noël Geirnaert
Pour les articles homonymes, voir Geirnaert.
Noël Geirnaert, né le 25 décembre 1951 à Eeklo (Belgique), est un archiviste et historien  belge.

## Biographie
De 2008 à 2016, Noël Geirnaert a été l'archiviste de la ville de Bruges. 

### Les Archives de Bruges
Avec quelque six kilomètres d'archives, le archives communales de la ville de Bruges (Stadsarchief van Brugge) est l'un des plus importants dépôts d'archives municipaux d'Europe.